# Ali Yassin Mohamed
Ali Yassin Mohamed, född 24 december 1965, är en somali-svensk islamistisk militant aktivist.

## Biografi
I februari 2008 arresterades Ali Yassin Mohamed i Sverige tillsammans med två andra som misstänkta för att finansiera den somaliska islamistiska milisen Al-Shabaab.  En av dem släpptes efter tre dagar medan Ali Yassin Mohamed och den tredje fängslades i förvar i väntan på rättegång. Den 11 juni 2008 släpptes de från häktet och den 12 september samma år avslutades den preliminära undersökningen.
I januari 2009 reste Ali Yassin Mohamed till Somalia, där han deltog i grundandet av den somalisk-islamistiska gruppen Hizbul Islam. 2012 greps Mohamed i Djibouti av amerikanska underrättelsetjänster i samarbete med SÄPO. Han blev efter utlämning till USA åtalad för medlemskap i terroristorganisation.